# John Mainwaring
Pour les articles homonymes, voir Mainwaring.
John Mainwaring né le 4 août 1724 et décédé le 15 avril 1807 est un théologien anglais qui fut aussi le premier biographe du compositeur Georg Friedrich Haendel.

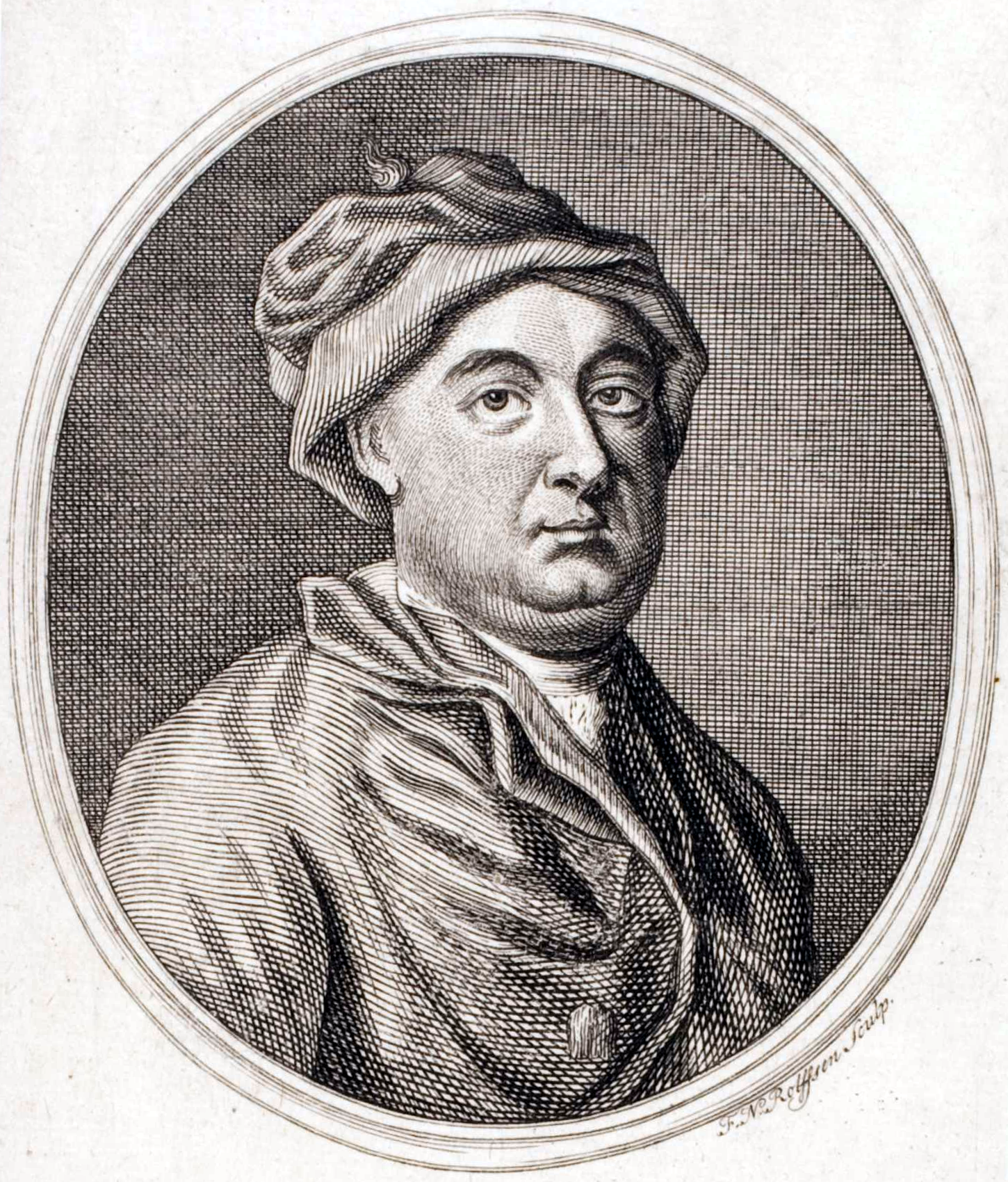
Haendel en frontispice des Memoirs of the Life of the Late George Frederic Handel par John Mainwaring, Londres 1760

Il était « fellow » (professeur associé) du Saint John's College de Cambridge, devint recteur de la paroisse de Church Stretton dans le Shropshire et plus tard « professor of Divinity » (professeur de théologie) à Cambridge,.
En 1760, un an après le décès de Haendel et son inhumation à l'Abbaye de Westminster, il en publia une biographie anonyme.  
Plus de la moitié de cette biographie est consacrée aux années antérieures à 1712, date à laquelle Haendel arriva à Londres. On suppose donc qu'il a pu recueillir ces informations du compositeur lui-même, ou de son secrétaire John Christopher Smith. Le Catalogue des œuvres et les Observations sont des ajouts aux Memoirs faits par d'autres auteurs. Charles Jennens possédait un exemplaire de l'ouvrage, qu'il avait annoté de remarques critiques sur l'oratorio Semele ainsi que sur le cardinal Benedetto Pamphilj que le compositeur avait fréquenté à Rome. 
À noter qu'il s'agit de la toute première biographie concernant un musicien.
En 1761, Johann Mattheson, vieil ami de Haendel depuis son séjour à Hambourg, traduisit en allemand et compléta l'ouvrage de Mainwaring.